# KkStB 180

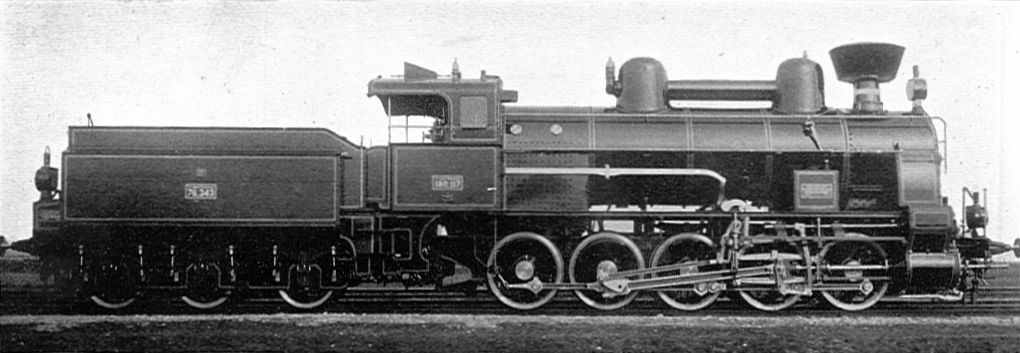
KkStB 180

KkStB 180 - вантажний паротяг з тендером Ц.к.Австрійської Державної залізниці (KkStB).

## Історія
Паротяг розробили для Південної залізниці (нім. Südbahn), де через зростання обсягів перевезень виникла потреба у потужному паротязі з більшим числом привідних осей. Карл Ґьолсдорф спроектував перший паротяг з 5 зчіпними осями. Паротяг мав систему зміщення осей Річарда фон Гельмголця (нім. Richard von Helmholtz), що дозволяло легше проходити повороти. Фабрики Lokomotivfabrik Floridsdorf, Wiener Neustädter Lokomotivfabrik, Lokomotivfabrik der StEG, Böhmisch-Mährischen Maschinenfabrik виготовили 181 паротяг KkStB 180 з колісною формулою E n2v (1901-1908). Паротяги з потужністю 1050 к.с. рухатись на схилі 10° з потягом 700 т з швидкістю 20 км/год, схил 37° з вантажем 190 т з швидкістю 15 км/год. Згодом випустили 58 паротягів модифікації KkStB 180.5 з пароперегрівачами і колісною формулою E t2v. Паротяги знаходились у депо багатьох станцій Чехії, Австрії і на станції Стрий. Паротяги використовувались на залізницях Ferrovie dello Stato (50 шт.  FS 477), Československé státní dráhy (105 ČSD 523.0), Polskie Koleje Państwowe (11 Tw11), Jugoslovenske Železnice (JDŽ 135), Căile Ferate Române (CFR 180), Österreichische Bundesbahnen (61 BBÖ 180) до 1960-х років, а останні були зняті з ліній 1970 р.

### Технічні дані паротяга KkStB 180
|                                |                                |
| Розміри                        | Параметри                      |
| Роки випуску                   | 1900-1909                      |
| Країна-виробник                | Австро-Угорська імперія        |
| Завод-виробник                 | див. вище                      |
| Ширина колії                   | 1435 mm                        |
| Тип                            | E n2v • E t2v                  |
| Кількість циліндрів            | 2                              |
| Діаметр циліндрів              | 560/850 мм                     |
| Хід поршня                     | 632 мм                         |
| Діаметр рушійних коліс         | 1258 мм                        |
| Загальна база рушійних коліс   | 5.600 мм                       |
| Загальна база коліс з тендером | 12.546 мм                      |
| Тиск пари                      | 14 атм.                        |
| Кількість труб нагріву         | 264                            |
| Площа труб нагріву             | 190,0 м² • 134,5 м² • 190,3 м² |
| Площа колосникових грат        | 3,00 м² • 3,42 м²              |
| Маса паротяга порожнього       | 59,0 т • 60,0 т                |
| Маса паротяга робоча           | 65,7 т • 66,5 т                |
| Швидкість                      | 50 км/год                      |
| Довжина                        | 17,282 м                       |
| Висота                         | 4,570 м                        |
| Тендер                         | 9, 56, 156, 256, 76, 86, 88    |